# Maria av Österrike (1531–1581)
Maria av Österrike, född 15 maj 1531 i Prag, död 11 december 1581 på slottet Hambach, var en österrikisk ärkehertiginna. Hon var gemål till Vilhelm V av Kleve. 

## Biografi
Hon var dotter till kejsar Ferdinand I och Anna av Böhmen och Ungern.
Maria beskrivs som attraktiv och med behagligt sätt, men också som sjuklig och småväxt. Hon blev liksom sina systrar undervisad av humanisten Kaspar Ursinus Velius och fick en uppfostran starkt fokuserad på katolska doktriner, men lärde sig också tyska, italienska, franska och latin, musik och dans. 
Vilhelm V gavs valet mellan Maria och Anna; han valde Anna, men när en friare med högre status också gjorde samma val, fick Vilhelm istället gifta sig med Maria. Deras äktenskap tycks ha varit harmoniskt, men Maria nämns sällan i samtida källor. Hon uppges ha haft psykiska problem och tycks ha levt isolerat efter 1562. Hennes symptom förvärrades av grubblerier om huruvida hennes äktenskap var giltigt på grund av hennes makes tidigare skilsmässa.